# Davao–Cotabato Vej
Davao–Cotabato er en hovedvej der forbinder Davao Stad, Davao del Sur, Cotabato og Maguindanao.